# Heinrich Kurt Stever
Heinrich Kurt Stever (* 12. Oktober 1789 in Rostock; † 21. Apriljul. / 3. Mai 1827greg. in Riga) war ein deutscher Jurist und Schriftsteller.

## Leben
Heinrich Kurt Stever war ein jüngerer Sohn des Rostocker Juristen Theodor Stever. Bis 1804 besuchte er das Gymnasium in Rostock, von 1804 bis 1808 das Gymnasium Pforta in Schulpforta. Am 10. Mai 1808 begann er das Studium der Jurisprudenz an der Universität Rostock und wechselte später nach Berlin und Jena. Ab 1812 studierte er an der Georg-August-Universität Göttingen und wurde Mitglied des Corps Vandalia Göttingen. 1813 verfasste er zusammen mit Carl von Behr-Negendank den Aufruf An unsere Landsleute. 
Von 1813 bis 1815 kämpfte Heinrich Kurt Stever im Lützowschen Freikorps. 
1816 promovierte er in Rostock zum Dr. jur. Ab 1817 arbeitete Stever als Prokurator in der Justizkanzlei Rostock und hielt juristische Vorlesungen. Seiner liberalen Gesinnung wegen musste er Rostock verlassen; er reiste ins estnische Dorpat, wo er 1819 eine Professur des Kurländischen Rechts erhielt. Im Januar 1820 ging Stever als Rechtsanwalt nach Riga. Ab 1821 war er als Privatlehrer und Syndikus der Ritterschaft in Mitau tätig. 
Heinrich Kurt Stever war mit Philippine Reichard, geb. am 30. Mai 1800 in Schmarkow, verheiratet. Sie starb am 20. November 1881 in Greifswald. Ihr am 16. Mai 1823 in Riga geborener Sohn Gustav Stever war ein Historienmaler.

## Werke
- 1813 Ueber Französische geheime Polizei und Gefängnisse
- 1813 Gedichte
- 1816 Quatuor odas latinae
- 1819 Ithuna oder Lieder der Liebe
- 1819 Mithridates oder die Macht der Eumenide. Ein Trauerspiel
- Übersetzung  Hecabe von Euripides und Pygmalion von Rousseau